# إمبراطورية بالا
إمبراطورية بالا (بالإنجليزية: Pala Empire)‏ هي إمبراطورية وُجدت في شبه القارة الهندية خلال فترة ما بعد الكلاسيكية من التاريخ، ونشأت في البداية في منطقة البنغال. سُميت الإمبراطورية تيمنًا بالسلالة الحاكمة، والتي حمل أفرادها أسماءً تنتهي باللاحقة بالا (أو الحامي بالسنسكريتية). كان الحكام من أتباع مذهبي الماهايانا والفاجرايانا البوذيين. تأسست الإمبراطورية عقب انتخاب جوبالا الأول إمبراطورًا على غور في العام 750 قبل الميلاد. وُجد حصن بالا في البنغال وبهار، واحتوى على عددٍ من المدن مثل بكرامبور وباتالي بوترا وغور ومونجر وسومابورا ماهافيهارا وفارندرا وتمراليبتا وجاغادالا ماهافيهارا.
كان شعب إمبراطورية بالا من أرباب الدبلوماسية والفاتحين العسكريين. عُرف عنهم استخدام فيلة الحرب ضمن قواتهم. أدت قواتهم البحرية دورين أحدهما تجاري والآخر دفاعي في خليج البنغال. بنى شعب بالا المعابد والأديرة الكبرى، من بينها دير سومابورا ماهافيهارا، ورعوا الجامعات الكبرى في نالاندا وفيكرامشيلا. تطورت اللغة البنغالية البدائية تحت حكم إمبراطورية بالا. تمتعت الإمبراطورية بعلاقات طيبة مع إمبراطورية سريفيجايا والإمبراطورية التبتية والدولة العباسية. عُثر على عملات عباسية في المواقع الأثرية ضمن الإمبراطورية، تشير سجلات المؤرخين العرب إلى العلاقات الفكرية والتجارية المزدهرة. خلال تلك الفترة، وصلت الإنجازات الرياضية والفلكية للحضارة الهندية إلى دار بيت الحكمة في بغداد.
في أوج الإمبراطورية في أوائل القرن التاسع، هيمنت إمبراطورية بالا على الجزء الشمالي من شبه القارة الهندية، وامتدت حدودها على طول سهل الغانج الهندي لتشمل أجزاءً من باكستان الحالية، والأقسام الشمالية والشمالية الشرقية من الهند ونيبال وبنغلاديش. وصلت الإمبراطورية إلى أوجها تحت حكم الإمبراطورين دارمابالا وديفابالا. مارست إمبراطورية بالا نفوذًا ثقافيًا قويًا في التيبت تحت حكم أتيسا، وكذلك في جنوب شرق آسيا. كانت هيمنة بالا على شمال الهند قصيرة الأجل، فحارب حكام بالا سلالة غورجارا براتيهارا وسلالة راشتراكوتا من أجل الهيمنة على قنوج، وهُزموا في نهاية المطاف. بعد مرور الإمبراطورية بفترة انحدار قصيرة، دافع الإمبراطور ماهيبالا الأول عن المعاقل الإمبراطورية في البنغال وبهار ضد غزوات سلالة تشولا من جنوب الهند. كان الإمبراطور رامابالا آخر حاكم قوي للإمبراطورية، واستطاع السيطرة على منطقتي كاماروبا وكالينغا. ضعفت الإمبراطورية نسبيًا بحلول القرن السادس عشر، فاندلعت التمردات في العديد من المناطق.
أطاحت سلالة سينا الهندية بإمبراطورية بالا في القرن الثاني عشر، فأنهت بذلك حكم آخر إمبراطورية بوذية كبرى في شبه القارة الهندية. تُعتبر الفترة التي قامت فيها إمبراطورية بالا إحدى الفترات الذهبية في التاريخ البنغالي. جلبت الإمبراطورية الاستقرار والازدهار إلى البنغال عقب قرونٍ من الحرب الأهلية بين الفصائل المتحاربة. طور سكان الإمبراطورية إنجازات الحضارات البنغالية السابقة، وأنتجوا أعمالًا فنية ومعمارية بارزة ومرموقة. وضع شعب بالا أساس اللغة البنغالية، وتشمل إنجازاتهم في هذا المجال أول عملٍ أدبي عُرف باسم تشاريابادا (مجموعة من القصائد الشعرية الصوفية). لا يزال إرث حضارة بالا موجودًا في البوذية التبتية.

## التاريخ

### أصول
وفقًا للكتابات المنقوشة على صفيحة خاليمبور النحاسية، كان أول ملك لبالا، وهو غوبالا، ابن محاربٍ يُدعى فابياتا. وفق ما جاء في قصيدة راماتشاريتام الملحمية، كانت منطقة فاريندرا (شمال البنغال) الموطن الأصلي لشعب بالا. إن الأصول الإثنية لهذه السلالة مجهولة، لكن السجلات اللاحقة تدعي أن غوبالا كان من طبقة الكشاتريا التي تنتمي لسلالة الشمس الأسطورية. بينما تدعي البالالا–كاريتا أن شعب البالا كانوا من الكشاتريا، وهو ادعاء كرره اللاما تاراناثا في كتابه تاريخ البوذية في الهند، وكذلك فعل غانارام تشاكرابارتي في كتابه دارمامانغالا (كُتب كل من الكتابين في القرن السادس عشر ميلادي). وفقًا لقصيدة راماتشاريتام أيضًا، فالإمبراطور الخامس عشر، وهو رامابالا، كان من الكشاتريا. إن الادعاءات التي تفيد بانتماء السلالة الحاكمة إلى سلالة الشمس الأسطورية غير موثوقة، ومن الواضح أنها تسعى للتغطية عن الأصول المتواضعة للسلالة الحاكمة. في بعض المصادر الأخرى، مثل نص مانجوسري مولاكالبا، نُسبت سلالة بالا إلى طبقة الشودرا، أدنى طبقات الفارنا الأربع، والسبب على الأرجح هو ميولها البوذية. وفقًا لأبو الفضل بن مبارك، وتحديدًا في وثيقة آئين أكبري، يعود أصل سلالة بالا إلى شعوب الكاياستا. هناك عدة شهادات أخرى تدعي أن غوبالا ربما انحدر من نسب البراهمة.

### التأسيس
عقب سقوط مملكة شاشنكا، كانت منطقة البنغال في حالة من الفوضى والأناركية. لم توجد سلطة مركزية، وظهر صراع دائم بين الزعماء الصغار. تصف الكتابات المعاصرة ذلك الوضع بما يُطلق عليه «عدالة السمكة»، أي عندما تلتهم الأسماك الكبرى الأسماكَ الأصغر منها. تسلّم غوبالا العرش باعتباره أول ملك من سلالة بالا في تلك الفترة. تشير صفيحة خاليمبور النحاسية إلى أن شعب براكريتي الذي استوطن المنطقة هو من نصّب غوبالا ملكًا. يدعي تاراناثا، والتي جاءت كتاباته بعد 800 سنة تقريبًا، أن شعب البنغال انتخب غوبالا بشكل ديموقراطي. لكن شهادة تاراناثا جاءت على شكل أسطورة، وتُعتبر غير جديرة بالثقة من الناحية التاريخية. تذكر الأسطورة أن الشعب، وبعد فترة من الفوضى، انتخب عدة ملوك بالتتالي، ثم أكلتهم ملكة عِرق الناغا (ناغا هو عرق من الآلهة أو أشباه الآلهة) في الليلة التي تتلو انتخابهم. لكن غوبال استطاع قتل الملكة وظلّ على عرشه. تشير الدلائل التاريخية إلى أن غوبالا لم يُنتخب من طرف شعبه، إنما من طرف مجموعة من الزعماء الإقطاعيين. كان هذا النمط من الانتخابات شائعًا في المجتمعات المعاصرة ضمن تلك المنطقة.

### التوسع تحت حكم دارمابالا وديفابالا
توسعت إمبراطورية غوبالا بشكل كبير على يد ابنه دارمابالا وحفيده ديفابالا. هُزم دارمابالا في البداية على يد فاتساراجا حاكم سلالة غورجارا براتيهارا. لاحقًا، هزم الملك دروفا دارافارشا، حاكم سلالة راشتراكوتا، كلًّا من دارمابالا وفاتساراجا. بعدما غادر دروفا منطقة الدكن، بنى دارمابالا إمبراطورية جبارة في شمال الهند، فتغلّب على إندرايودا حاكم قنوج، وزكّى مرشحه الخاص شاكرايودا لمنصب حاكم قنوج. اعترفت الدول الأخرى الصغيرة في شمال الهند بسطوة دارمابالا. بعد فترة قصيرة، أُعيق توسع دارمابالا على يد ناغاباتا الثاني، وهو ابن فاتساراجا، فاستطاع احتلال قنوج وطرد شاكرايودا. تقدم ناغاباتا الثاني نحو مونجر وهزم دارمابالا في معركة استعد لها الجيشان. اضطر دارمابالا للاستلام وسعى للتحالف مع إمبراطور راشتراكوتا، وهو غوفيندا الثالث، فتدخل الأخير وغزا شمال الهند وهزم ناغاباتا الثاني. تظهر سجلات راشتراكوتا اعتراف كلّ من تشاكرايودا ودارمابالا بسطوة وسلطان راشتراكوتا. على أرض الواقع، استولى دارمابالا على شمال الهند بعدما غادر غوفيندا الثالث عائدًا إلى الدكن.
خلف ديفابالا والده دارمابالا في الحكم، واعتُبر أقوى حاكم من سلالة بالا. أدت حملاته التوسعية إلى غزو كاماروبا (تُعرف حاليًا بـ آسام) حيث خضع ملكها بدون قتال، وكذلك مملكة أوتكالا (أوديشا حاليًا) التي هرب ملكها من العاصمة. ذكرت الكتابات المنقوشة في عصر خلفائه أيضًا التوسعات العسكرية والانتصارات التي حققها، لكنها مبالغٌ بها بشدة.

### فترة الانحدار الأولى
عقب موت ديفابالا، بدأت إمبراطورية بالا بالانحلال تدريجيًا. تنازل فيغراهابالا، وهو ابن أخت ديفابالا، عن العرش عقب فترة قصيرة من الحكم، وأصبح متصوفًا. كان ابنه وخليفته نارايانابالا حاكمًا ضعيفًا. خلال عهده، استطاع ملك راشتراكوتا، وهو الملك أموغافارشا، هزيمة إمبراطورية بالا. جراء اضمحلال قوة الإمبراطورية، اتخذ هارجارا ملك آسام ألقابًا إمبراطورية لنفسه، وأسست سلالة شايلودبافا سلطة لها في أوديشا.

## الجغرافيا
كانت حدود إمبراطورية بالا متذبذبة ولكن كانت تمتد في البنغال بأكملها بالإضافة إلى ولاية بيهار وكانت تسيطر على الأجزاء الشمالية لشبه القارة الهندية.

## حكام إمبراطورية بالا
توافد على حكم بالا 21 إمبراطوراً كلهم يحملون كلمة بالا التي تعني الحامي بالسنسكريتية في المقطع الأخير من أسمائهم، وهم كالآتي:
| الرقم | الاسـم              | من سنة ميلادية | إلى سنة ميلادية |
| ----- | ------------------- | -------------- | --------------- |
| 1     | جوبالا الأول        | 750            | 774             |
| 2     | دهارما بالا         | 774            | 806             |
| 3     | ديفا بالا           | 806            | 845             |
| 4     | ماهاندرا بالا       | 845            | 860             |
| 5     | شورا بالا           | 860            | 872             |
| 6     | فيجراها بالا        | 872            | 873             |
| 7     | نارايانا بالا       | 873            | 927             |
| 8     | رايا بالا           | 927            | 959             |
| 9     | جوبالا الثاني       | 959            | 976             |
| 10    | فيجراها بالا الثاني | 976            | 977             |
| 11    | نايا بالا الأول     | 977            | 1027            |
| 12    | نايا بالا الثاني    | 1027           | 1043            |
| 13    | فيجراها بالا الثالث | 1043           | 1070            |
| 14    | ماهي بالا           | 1070           | 1071            |
| 15    | شورا بالا           | 1071           | 1072            |
| 16    | راما بالا           | 1072           | 1126            |
| 17    | كومارا بالا         | 1126           | 1128            |
| 18    | جوبالا الثالث       | 1128           | 1143            |
| 19    | مادان بالا          | 1143           | 1161            |
| 20    | جوفيندا بالا        | 1161           | 1165            |
| 21    | بالا بالا           | 1165           | 1200            |